# 朱浩霆
朱浩霆 (Hugo Chu Ho Ting)，香港專欄作家及時事評論員。他同時是香港電台節目顧問團成員、亞洲證券業與金融市場協會教育諮詢論壇成員、香港大學亞洲國際金融法研究院院士、Roundtable研究所及其網絡旗下Roundtable Pioneers Business and Finance Association召集人及香港青年時事評論員協會董事。他曾擔任香港愛爾蘭商會董事、民政事務局公共事務論壇成員、圓思顧問有限公司(Powersoft Consultancy Limited)高級顧問(經濟及金融)及國際金融管理學會(香港分會)執行幹事。

朱浩霆畢業於香港理工大學主修社會政策，當時與同學為輪椅使用者出版了一部資訊性刊物《輪椅之友》，因而於2003年奪得由香港生產力促進局及麥當勞合辦的「麥當勞社會貢獻大獎」亞軍。朱浩霆其後於都柏林大學斯莫菲特商學院取得金融學碩士學位 (亦為現任都柏林大學香港校友會主席)及於香港大學取得公司及金融法法學碩士。他亦曾於國家行政學院及中國大連高級經理學院進修。他亦獲得特許財富管理師及註冊財務策劃師等資格。

朱浩霆曾在香港及國內多份報章、雜誌撰寫時事及金融類評論，包括信報、明報、成報、香港商報、Am730及滬港經濟雜誌等，並在網絡媒體思考香港及* CUP撰寫專欄。此外，他亦主編了金融類著作《通識字典—金融篇》。除了文字媒體外，他亦於不同媒體節目中擔任客席主持及嘉賓，如香港電台、商業電台、亞洲電視及Now新聞台等。

## 著作
- 《通識字典—金融篇》 （页面存档备份，存于） (作者及主編) 圓桌精英出版社 2011
- 《通識詞典7—法律篇》 (合著作者) Cup Magazine Publishing Limited 2013
- 《給未來特首的信》 （页面存档备份，存于） (合著作者) 圓桌精英出版社 2012

## 媒體
- 《唔啱講到啱》53集：「金融大通識」 (嘉賓) OurTV.hk 2011
- 《Pioneers》29集：「唔需要功能組別都可以發聲」 (主持) iDebate.hk 2011
- 《時政縱橫》02集：「強積金半自由行應優化配套」 （页面存档备份，存于） (嘉賓主持) 香港新力量 2012
- 《有誰共鳴》 (嘉賓主持)，2012年8月13日：香港商業電台 2012
- 「香港青年時事評論員協會」 （页面存档备份，存于） (嘉賓)，《政壇新秀訓練班》457集：香港電台 2013
- 「亞視節目導賞團」 （页面存档备份，存于） (嘉賓主持)，《星動亞洲》58 - 62集：香港亞洲電視 2013
- 「美國兩黨政治角力」 （页面存档备份，存于） (主持)，《左右紅藍綠》2013年10月4日：香港電台 2013
- 「亞投行帶動新秩序」 (嘉賓)，《大鳴大放》2015年3月26日：now新聞台 2015
- 「希臘債務危機」 （页面存档备份，存于） (嘉賓)，《大鳴大放》2015年7月17日：now新聞台 2015
- 「美麗之後 - 委內瑞拉」 ，《頭條新聞》2016年6月4日：香港電台 2016
- 「中美貿易戰升溫看美國意圖」 （页面存档备份，存于） (主持)，《左右紅藍綠》2018年7月19日：香港電台 2018
- 「中美貿易戰升溫對全球經濟的影響」 （页面存档备份，存于） (主持)，《左右紅藍綠》2018年7月20日：香港電台 2018
- 「「習特會」能否緩解中美貿易戰？」 （页面存档备份，存于） (主持)，《左右紅藍綠》2018年11月29日：香港電台 2018
- 「二十國集團峰會對世界貿易格局的啟示」 （页面存档备份，存于） (主持)，《左右紅藍綠》2018年11月30日：香港電台 2018
- 「中美貿易戰誰勝誰負 （页面存档备份，存于） (主持)，《左右紅藍綠》2019年4月18日：香港電台 2019
- 「特朗普的貿易戰」 （页面存档备份，存于） (主持)，《左右紅藍綠》2019年4月19日：香港電台 2019
- 「社會衝突持續下對本港經濟的影響」 （页面存档备份，存于） (主持)，《左右紅藍綠》2019年11月25日：香港電台 2019
- 「中美簽署第一階段貿易協議與後續談判」 （页面存档备份，存于） (主持)，《左右紅藍綠》2020年1月16日：香港電台 2020
- 「美伊衝突下的中東局勢對全球經濟的影響」 （页面存档备份，存于） (主持)，《左右紅藍綠》2020年1月17日：香港電台 2020
- 「中澳關係新冰點」，《地球事圓的》2020年12月23日：香港電台 2020
- 「G7打擊大型企業避稅」，《地球事圓的》2021年6月16日：香港電台 2021
- 「全球供應鏈危機」 （页面存档备份，存于），《地球事圓的》2021年10月24日：香港電台 2021

## 專欄及評論
- * CUP專欄《干諾道中》 （页面存档备份，存于）
- 思考香港-朱浩霆 （页面存档备份，存于）

曾發表文章
- 因應形勢鞏固國際金融中心地位 （页面存档备份，存于） 《信報》2009年5月11日
- 強積金半自由行應加強配套[]《信報》2009年7月31日
- 人民幣產品應作長線投資[]《信報》2010年8月25日
- 滬港金融合作的三大障礙 （页面存档备份，存于）《滬港經濟》2010年3月號
- 香港保險業前線管理模式 （页面存档备份，存于）《滬港經濟》2010年9月號
- 保留僭建物理據為何? （页面存档备份，存于）《成報》2009年5月4日
- 「兩型社會」對香港的啟示[永久]《香港商報》2012年6月13日
- 引入社會影響投資 優化關愛基金《明報》2013年4月21日
- 優化行會保密制 確保程序公義 （页面存档备份，存于） 《am730》2013年10月25日
- 防範佔中須真誠對話，以太陽花學運為鑑 （页面存档备份，存于） 《am730》2014年3月28日
- 捍衛拉布權利 規範剪布機制 （页面存档备份，存于） 《am730》2014年5月23日
- 政改報告斷章含混，缺乏互信難前進 （页面存档备份，存于） 《am730》2014年7月8日
- 罷課是一個學習過程 （页面存档备份，存于） 《am730》2014年8月29日
- 衝擊立法會響警號 正面解決政治問題 （页面存档备份，存于） 《am730》2014年11月28日
- 始終需要政治解決 （页面存档备份，存于） 《am730》2014年12月19日
- 強積金對冲的存廢應先釐清立法原意 （页面存档备份，存于）《明報》2016年5月27日
- 振興球市 應檢討資助運用準則 （页面存档备份，存于）《明報》2016年7月22日
- 加強上市監管 無可厚非 （页面存档备份，存于）《明報》2016年9月2日
- 判前釋法 代價沉重 （页面存档备份，存于）《明報》2016年11月4日
- 林鄭月娥和曾俊華為何仍未表態？ （页面存档备份，存于）《明報》2016年12月23日
- 淺談特首選舉：社會和諧與政治忠誠 （页面存档备份，存于）《明報》2017年2月17日
- 大灣區發展可參考紐約倫敦都會區 （页面存档备份，存于）《明報》2017年5月5日
- 檢討釋法爭議 理順釋法機制 （页面存档备份，存于）《明報》2016年7月8日
- 香港至都柏林直航的啟示 （页面存档备份，存于）《明報》2017年9月15日
- 勿再製造自置居所神話 （页面存档备份，存于）《明報》2017年11月22日
- 答黃錦星局長：南生圍需要保育 （页面存档备份，存于）《明報》2018年4月6日
- 地盡其用 公私合營荒廢農地 （页面存档备份，存于）《明報》2018年4月18日
- 空置稅應配合推盤手法全面推行 （页面存档备份，存于）《明報》2018年6月27日
- 政府應表明填海方案的重要 （页面存档备份，存于）《明報》2018年8月29日
- 監管虛擬資產 可更具前瞻性 （页面存档备份，存于）《明報》2018年11月7日
- 新移民成眾矢之的 政府難辭其咎《明報》2019年2月13日
- 證券無紙化 需謹慎考慮進取推行《明報》2019年4月24日
- 港府的當務之急 （页面存档备份，存于）《明報》2019年7月10日
- 愈止愈亂 獨立調查方為出路 （页面存档备份，存于）《明報》2019年9月18日
- 改革警隊是遲早問題 （页面存档备份，存于）《明報》2019年10月23日
- 疫情造成信心危機 衝擊全球經濟金融 （页面存档备份，存于）《明報》2020年3月18日
- 國安法細節應充分考慮港人既有權利 （页面存档备份，存于）《明報》2020年6月3日
- 疫情的啟示 實體店轉變成網店以外 零售業該如何制定發展策略？ （页面存档备份，存于）《經濟一週》2020年8月19日